# Бријанс
Бријанс (фр. Briance) је река у Француској. Дуга је 58 km. Улива се у Вјен. 